# Српска православна црква Ваведења у Голубинцима
Српска православна црква Ваведења у Голубинцима, месту у општини Стара Пазова, подигнута је у периоду од 1784 и 1788. године и представља споменик културе од великог значаја.

## Изглед
Црква у Голубинцима је посвећена Ваведењу Богородице. Грађевином доминира троспратна кула-звоник са отвореним портиком у приземљу, призидана уз западну страну једнобродног храма. Главни архитектонски украс фасада представљају лезене на ниском соклу и при врху завршене профилисаним кровним венцем, које на подужним зидовима одражавају унутрашњу поделу наоса на три травеја. Комуникација је остварена порталима на западној, јужној и северној страни цркве, док је ентеријер осветљен са по два прозора у сваком травеју, односно три у олтарском простору.
Постојећи иконостас није у хронолошком смислу јединствено остварење. Његови најстарији делови – престоне иконе, стојеће фигуре апостола и пророка, медаљони са сценама Христових Страдања, Распеће и првобитне царске двери чија су крила данас постављена бочно од крста са Распећем – потичу из старије голубиначке цркве и приписују се познатом сликару Димитрију Бачевићу, који је у српску уметност друге половине 18. века унео најбоље традиције украјинског барока. Представе у соклу, садашње царске и бочне двери са надверјима и празничне иконе настале су 1817–1820. године. Њихов аутор је Стефан Суботић који је учествовао и у осликавању зидних површина.